# Ionenschreibweise
Die Ionenschreibweise ist in der Chemie eine Schreibweise von Ionen. Sie zeigt mit hochgestellten Ladungen an, ob es sich um ein Kation (+) oder Anion (−) in einer ionischen Verbindung handelt. Sie wird unter anderem für Reaktionsgleichungen von Ionen verwendet. So zeigt die Formel von Natriumchlorid (Kochsalz) NaCl nicht, dass sich dahinter Natrium-Ionen (Na+) und Chlorid-Ionen (Cl−) verbergen. In der Formeleinheit von neutralen Salzen heben sich die Ladungen der beteiligten Ionen jeweils auf und die Formeleinheit trägt damit keine Ladung (NaCl). Die Ionenschreibweise wird in polaren Lösungsmitteln (z. B. in wässrigen Lösungen) verwendet, da die Ionen überwiegend dissoziiert vorliegen.
Mit der Ionenschreibweise kann man nun die Formeleinheiten (NaCl, MgCl2, Al2O3, FeO, Cu2S, CaSO4, Na2CO3 etc.) in die am Salz beteiligten Ionen zerlegen, sowie das Ionenverhältnis aufgrund der Ladungen der Ionen eruieren:
| Formeleinheit | Ionenschreibweise | Ionenschreibweise | Salzname           |
| ------------- | ----------------- | ----------------- | ------------------ |
|               | Kation/en         | Anion/en          |                    |
| NaCl          | 1 Na+             | 1 Cl−             | Natriumchlorid     |
| MgCl2         | 1 Mg2+            | 2 Cl−             | Magnesiumchlorid   |
| Al2O3         | 2 Al3+            | 3 O2−             | Aluminiumoxid      |
| Fe(OH)2       | 1 Fe2+            | 2 OH−             | Eisen(II)-hydroxid |
| Fe2O3         | 2 Fe3+            | 3 O2−             | Eisen(III)-oxid    |
| Na2CO3        | 2 Na+             | 1 CO32−           | Natriumcarbonat    |
| Pb(SO4)2      | 1 Pb4+            | 2 SO42−           | Blei(IV)-sulfat    |

Mit Hilfe der Ionenschreibweise kann man über das Ionenverhältnis die Formeleinheit herausfinden und das Salz korrekt benennen. Für viele Reaktionsgleichungen, in welchen Salze involviert sind, ist es sinnvoll, die Ionenschreibweise zu verwenden.
Herstellen von Salzen aus den Elementarstoffen, Bsp. Natriumchlorid (Kochsalz):
2 Na(s) + Cl2(g) → 2 NaCl(s) = 2 Na+ +2 Cl−
Natrium und Chlorgas reagieren zu Natriumchlorid
Lösevorgang von Salzen in Wasser, Bsp. Natriumchlorid:
NaCl(s) → NaCl(aq) = Na+(aq) + Cl−(aq)
Festes Salz wird in gelöstes Salz überführt, es bilden sich gelöste Ionen
Zum Teil werden in der Literatur auch Mischformen der Ionenschreibweise verwendet, wobei die Ladungen in der Salzformel eingefügt werden: NaCl wird zu Na+Cl− oder MgCl2 wird zu Mg2+Cl2−
Dieser Ansatz ist aus didaktischen Gründen im Schulunterricht eher zu vermeiden, da in der Formeleinheit die Ladungen ja verschwinden, resp. sich gegenseitig aufheben.